# Найтингейл (остров)
Остров Найтингейл е активен вулканичен остров в Южния Атлантически океан с площ от 3 km2 и принадлежи към архипелаг Тристан да Куня. Островът е една от задморските територии на Обединеното кралство като част от Света Елена, Възнесение и Тристан да Куня.
Найтингейл е част от островите Найтингейл, които включват също малките острови Мидъл и Столтенхоф. И трите са необитаеми, но редовно се посещават с изследователска цел.

## География
На остров Найтингейл има два върха в северния му край. Единият е висок 337 m, а другият – 293 m. Останалата част от острова е пълна със скали, но те не са толкова високи, колкото тези на съседния остров Инаксесибъл, който е приблизително 16 km и има скали с височина около 300 метра. Поради това достъпът до Найтингейл е много по-лесен отколкото до Инаксесибъл. Островът е вулканичен, съставен от ранни и късни пепелни отлагания. Масивни потоци от трахитична лава са били екструдирани в миналото. Преди изригването през 2004 г. предишното може ви е било преди повече от 39 000 години.
Двата острова в близост до Найтингейл се наричат Столтенхоф (99 m) и Мидъл (46 m).
Голямо количество водорасли обграждат острова, което затруднява закотвянето на кораби при лошо време.

## Климат
Остров Найтингейл има океански климат, подобен на другите острови от архипелага Тристан да Куня.

## История
Найтингейл вероятно е бил забелязан за първи път заедно с Тристан да Куня през 1506 г. от Трищан да Куня, въпреки че той не е записал това.
Първоначално островът бива наречен Gebrooken Eyland („Счупен остров“) от холандския кораб Nachtglas под командването на Яан Яакобсон през януари 1656 г., който не намира безопасно място за закотвяне; първото акостиране на кораб става едва през 1696 г. (най-вероятно от Вилем де Фламинг през август същата година). Френският капитан Пиер д'Ечевери също посещава острова през септември 1767 г., като за първи път описва двата близки острова, сега наречени Столтенхоф и Мидъл. По-късно островът е преименуван в чест на британския капитан Гамалиел Найтингейл, който изследва острова през 1760 г.
През XVII и XVIII век холандското и френското правителство, както и Британската източноиндийска компания обмислят да завладеят Найтингейл (както и Тристан и Инаксесибъл), но се отказват поради липса на място за закотвяне на кораб.
Има твърдения, че на Найтингейл има пиратска плячка. Предполага се, че по време на експедиция в южната част на Атлантическия океан капитан Джон Томас е оставил за съхранение съкровище от испански дублони в пещерите на Найтингейл. Но никога не е потвърдено намирането на това съкровище (ако то съществува).
През 1811 г. американският пират Джонатан Ламбърт проявява претенции към Тристан и съседните му острови. Той иска да нарече Инаксесибъл „Пинсард“, а Найтингейл – „Лавел“. Претендирането му е успешно, но той умира една година след това.
През 1961 г. високият 2060 m вулкан на Тристан да Куня изригва и принуждава жителите да се евакуират на остров Найтингейл. Накрая те биват преместени в Обединеното кралство, завръщайки се на Тристан през 1963 г.
На остров Найтингейл се полагат усилия за опазване на дивата природа. Старите бараки, построени от природозащитници на острова, са сериозно повредени по време на буря, причинена от циклон през 2001 г., за който се смята, че е включвал ветрове със скорост до 190 km/h. Ремонтът им продължава, но за да продължи работата по опазването на природата, трябва да бъдат ремонтирани всички повредени бараки на острова. Обединеното кралство  финансира усилията за опазване на Найтингейл през 2004 г.

### Изригване през 2004 г
На 29 юли 2004 г. на остров Найтингейл има шестчасово земетресение, последвано от наблюдения на плаваща фонолитна пемза. Събитието е причинено от подводния фланк[поясни] на острова.

### Нефтен разлив през 2011 г
Преди съмване на 16 март 2021 г. малийският товарен кораб MS Oliva корабокрушира на Спинер Поинт на северозападния бряг на острова. Получилият се в резултат на това нефтен разлив, който се разпростира около острова, се очаква да има голям ефект върху колониите от морски птици на Найтингейл и Мидъл.
Корабът съдържа 1500 тона нефт и товар от 60 000 тона соеви зърна. Поради липсата на питейна вода тогава пингвините са транспортирани до Тристан да Куня. Гръцкият капитан и неговият екипаж от 21 филипинци престояват в Единбург на Седемте морета и помагат на островитяните. Една от спасителните лодки от MS Oliva е намерена на брега на Южна Австралия през февруари 2013 г. близо до Мъри Моут.

## Дива природа
Остров Найтингейл е известен като място за размножаване на различни видове морски птици. Смята се, че над един милион птици гнездят на острова, като сред най-многобройните са големите буревестници. На острова има четири влажни зони, всяка от които съдържа стотици атлантически жълтоклюни албатроси. Както на Инаксесибъл, на Найтингейл също има колония от северни скални пингвини, сега застрашен вид, с популация значително по-малка отколкото през 1950 г. Островът е част от групата острови Найтингейл, важна орнитологична зона, идентифицирана като такава от BirdLife International, тъй като е място за гнездене на морски патици и ендемични сухоземни птици.

## Туризъм
Островите Инаксесибъл и Гоф са природни резервати, в които туризмът не е разрешен, но това не важи за Найтингейл.
Много туристи, посещаващи Тристан да Куня, посещават също и Найтингейл заради дивата природа. Чужденците могат да пътуват до Найтингейл само с водач от Тристан да Куня. Част от сумата, платена за за водача, се използва в работата по опазване на острова. Веднъж в годината е разрешено на режисьори и журналисти да работят на острова (срещу заплащане), но не им е позволено да се намесват в личния живот на жителите. Островитяните от Тристан да Куня също посещават острова за ваканции.

## Икономика
Риболовните компании извършват риболов край бреговете на Найтингейл, както и покрай Инаксесибъл.
Найтингейл има находища на гуано.
Няколко сребърни и медно-никелови колекционерски монети от остров Найтингейл са издадени в деноминации от една крона през 2005 и 2006 г. Пълна серия от монети на стойност от ½ пени до 2£ и включително монета от една крона са емитирани през 2011 г. от Тристан да Куня под името на остров Найтингейл.

## В популярната култура
В „Историята на Артър Гордън Пим“ на Едгар Алън По авторът споменава островите Найтингейл, Инаксесибъл и Тристан да Куня.